# Серракаприола
Серракаприола (итал. Serracapriola) — коммуна в Италии, располагается в регионе Апулия, в провинции Фоджа.
Население составляет 4062 человека (2008 г.), плотность населения составляет 28 чел./км². Занимает площадь 143 км². Почтовый индекс — 71010. Телефонный код — 0882.
Покровителем коммуны почитается святой Меркурий Кесарийский, празднование 5 сентября. 

## Демография
Динамика населения:

## Администрация коммуны
- Официальный сайт: